# Neoromicia
Neoromicia är ett släkte av fladdermöss i familjen läderlappar (Vespertilionidae). Taxonet listades tidigare som undersläkte till Eptesicus eller till Pipistrellus och godkänns sedan 2001 som släkte.
I släktet listas 11 till 13 arter som förekommer i Afrika.
- Neoromicia brunnea, vid Guineabukten.
- Neoromicia capensis, söder om Sahara.
- Neoromicia flavescens, enstaka populationer i centrala Afrika.
- Neoromicia guineensis, västra och centrala Afrika.
- Neoromicia helios, östra Afrika.
- Neoromicia malagasyensis, södra Madagaskar.
- Neoromicia matroka, östra Madagaskar.
- Neoromicia melckorum, östra Afrika och Madagaskar.
- Neoromicia nana, söder om Sahara.
- Neoromicia rendalli, Sahelzonen till norra Zimbabwe.
- Neoromicia somalica, Sahlezonen till Kongo-Kinshasa.
- Neoromicia tenuipinnis, västra och centrala Afrika.
- Neoromicia zuluensis, östra och södra Afrika.

Året 2012 beskrevs med Neoromicia robertsi en ny art i släktet.